# 다카다 시게루
다카다 시게루(일본어: 高田 繁, 1945년 7월 24일 ~ )는 일본의 전 프로 야구 선수이자 야구 감독, 야구 해설가·평론가이다.

## 인물

### 프로 입단 전
오사카부 오사카시에서 태어나 1961년 나미쇼 고등학교에 입학, 1학년 때 당시 2학년 선배이자 에이스였던 오자키 유키오와 함께 하계 고시엔 대회 우승을 이끌었고 준결승에서는 후에 팀 동료가 되는 시바타 이사오가 소속된 호세이 대학 제2 고등학교와 상대했다.
고교 졸업 후 1964년에 메이지 대학 농학부 농업경제학과에 진학하면서 대학 야구계를 대표하는 중견수로서 활약했고 대학 시절에 리그 우승 경험은 없었지만 1학년 춘계 대회부터 7시즌 연속 베스트 나인에 선정되었다. 리그 통산 102경기에 출전해 타율 3할 3푼 1리(384타수 127안타), 5홈런, 30타점, 48도루를 기록했고 통산 127안타와 7차례의 베스트 나인 선정은 현재까지도 도쿄 6대학 야구 대회 기록으로 남아있다. 1968년 3월에는 대학을 졸업했다.

### 선수 시절
1967년 프로 야구 드래프트 1순위로 요미우리 자이언츠에게 입단하면서 등번호는 8번으로 배정되었다. 1968년에는 1년차부터 좌익수의 주전을 차지하면서 타율 3할과 20개의 도루를 기록하여 신인왕을 차지했다. 이후 준족과 강한 어깨, 강한 타격으로 주루·공격·수비가 모두 갖춰진 외야수로서 V9 시대의 요미우리를 이끌었다.
1975년 시즌 종료 후 닛폰햄 파이터스에서 트레이드로 요미우리에 입단한 하리모토 이사오가 좌익수를 희망했기 때문에 감독인 나가시마 시게오로부터 3루수에 변경되었다는 통보를 받았다. 일본 프로 야구에서는 처음으로 외야수에서 내야수의 수비가 변경된 선수로 알려졌지만 히로시마 도요 카프의 소노다 도시히코와 같은 전례가 있다.
이후 맹훈련을 하면서 3루에서의 수비를 전념하는 등 1976년에 주전 내야수로 발탁되었다. 내야수로 변경된 1년째에 다이아몬드 글러브상을 외야수에 이어 내야수 부문에서도 수상했는데 외야수·내야수 양쪽 모두에서의 수상 경험은 사상 최초였다. 후에 롯데의 니시무라 노리후미도 내야수 → 외야수 부문에서 수상했지만, 외야수 → 내야수 순에서의 수상은 현재까지 다카다가 유일하다.
그 후 나카하타 기요시의 활약과 나가시마의 감독 해임에 의해 1980년 본인으로서는 처음으로 리그 최다 희생타를 기록하면서 35세의 젊은 나이에 현역 생활을 은퇴했다. 은퇴식은 1980년 시즌 종료 후에 있은 요미우리 팬 감사 데이에서 오 사다하루와 함께 참석했다.

### 닛폰햄 감독 시절
은퇴한 이듬해인 1981년부터 1984년까지 NHK 야구 해설위원을 맡았고 1985년부터 1988년까지 닛폰햄 파이터스의 감독을 맡았다. 부임 첫 해에 전체 득점과 실점을 뛰어넘은 역대 팀 가운데에서는 사상 최저의 승률(.449)를 기록한 적도 있었지만, 1987년부터는 2년 동안 A클래스(1위 ~ 3위)를 확보했다. 승률은 패전 수가 많아지면서 뚜렷한 실적은 남기지 않았지만 혜택을 받지 않고 있는 팀의 전력으로 이후 ‘미스터 파이터스’라는 애칭이 유명한 다나카 유키오를 지도하면서 길러냈다. 또 쓰노 히로시나 니시자키 유키히로, 마쓰우라 히로아키 등 1990년대 전후의 닛폰햄 파이터스를 이끈 주력 투수들이 맹활약을 했던 시기였다.

### 요미우리 코치·2군 감독 시절
닛폰햄의 감독에서 물러난 이후에는 다시 NHK의 야구 해설위원을 맡았고 1992년에 요미우리 수석 코치로 발탁되었다. 그러나 후지타 모토시가 감독에서 물러난 것에 의해 1년 만에 퇴단했고 1993년부터 1995년까지 니혼 TV 해설위원, 1996년부터 2001년까지 요미우리 외야 수비 주루 코치, 2군 감독(1996년, 2000년, 그리고 퇴임 후의 다음 2002년의 페넌트레이스 우승에 기여)을 역임했다. 2002년부터 2004년까지 RF라디오닛폰 야구 해설위원을 맡았다.

### 닛폰햄 총감독 시절
2005년부터 2007년까지 홋카이도 닛폰햄 파이터스의 총감독을 맡았는데 2006년에 팀은 일본 시리즈 우승을 달성했고 이후 아시아 시리즈에서도 우승까지 제패하면서 일본 시리즈와 아시아 시리즈 우승을 동시에 이끈 일본인 최초의 총감독이 되었다. 다음해인 2007년에도 닛폰햄 구단으로서는 처음으로 2년 연속 퍼시픽 리그 우승을 달성했다. 편성권을 잡으면서 팀 총괄부 등과 적극적으로 회의를 반복하면서 현장 경험자로서의 귀중한 조언을 보내는 등 총감독 부임 첫 해인 2005년에는 팀 원정에도 같이 동행했다. 이러한 프런트 개혁의 성과로서 닛폰햄의 우승 비결은 사장인 후지이 준이치와 팀 총괄본부장의 시마다 도시마사가 운용하는 ‘선수 평가 시스템’을 들 수 있다. 2005년과 2006년 드래프트로 획득한 신인 투수(다케다 마사루, 요시카와 미쓰오, 기노시타 다쓰오 등)의 활약도 화제가 되고 있다.

### 야쿠르트 감독 시절

#### 2008년
2008년부터 도쿄 야쿠르트 스왈로스의 감독으로 부임하면서 등번호는 현역 시절의 등번호를 합한 88번으로 정했다.
2007년 ~ 2008년 시즌 종료 후 메이지 진구 야구장이 확장 공사를 하였고 3억과 높은 연봉에 더해 수비에 어려움이 있는 주포 알렉스 라미레스를 방출시키고 다카다가 이끄는 야쿠르트가 기동력을 중시해 스몰 베이스볼을 내걸었다(구장의 특성이나 주축 선수들의 방출로부터 스몰 볼로 전환하는 패턴은 닛폰햄의 패턴과 닮아 있다). 예전에 총감독으로 활동했던 닛폰햄으로부터 트레이드된 가와시마 게이조, 오시모토 다케히코, 하시모토 요시타카, 하기와라 준이 입단했고 대한민국에서는 임창용과 다니엘 리오스를 각각 영입하는 등 적극적인 보강과 선수 교체를 실시했다. 또 준족인 후쿠치 가즈키, 요미우리에서 방출된 사이토 다카유키를 획득했다.
2008년 시즌에는 후쿠치가 1번 타자로서 활약했고 팀의 사정으로 3루수였던 이이하라 야스시가 원래 수비 위치였던 좌익수에 들어가면서 약진을 보였다. 3루의 빈 자리에는 미야모토 신야가 차지했고 유격수에는 미야모토의 후계자로서 기대하는 가와시마 게이조가 적극적으로 기용했다. 1루에는 중반 이후 2군의 주포였던 하타케야마 가즈히로를 기용하면서 뚜렷한 결과를 남겼다. 후쿠치가 42개의 도루를 기록하면서 도루왕을 석권한 것을 시작으로 이이하라 야스시, 아오키 노리치카, 가와시마 게이조 등의 주력 선수들이 적극적으로 도루하는 등 팀 도루 개수가 12개 구단 가운데 최다인 148개를 기록했다.
투수진은 전년도에 다승왕을 차지한 세스 그레이싱어가 야쿠르트를 퇴단하여 요미우리로 이적했고 영입한 외국인 선수도 임창용을 제외하면 크게 활약하지는 않았지만 전년도에 침체되었던 투수진이 적극적인 멤버를 교체하면서 무라나카 교헤이, 오시모토 다케히코, 마쓰오카 겐이치 등 젊은 선수들의 활약으로 팀 평균자책점도 3점 대에 회복, 최하위에서 벗어나 5위를 차지했다. 이것을 도루와, 치고 달리기 작전, 번트 등을 적극적으로 이용하면서 종반까지 주니치 드래건스, 히로시마 도요 카프와의 클라이맥스 시리즈 진출을 놓고 경쟁을 하고 있었지만 시즌 종반에 주력 선수들의 부진과 연패를 당한 것에 의해 최종적으로 5위가 되었다.

#### 2009년
적극적으로 선수 보강에 나서면서 12개 구단 합동 입단 테스트에서는 주니치로부터 모리오카 료스케, 후쿠오카 소프트뱅크 호크스로부터 요시모토 료, 오릭스 버펄로스로부터 다나카 유키를 각각 영입했고 구단 역사상 최초로 FA보강 선수로서는 요코하마 베이스타스로부터 아이카와 료지를 영입했다. 외국인도 좌완 투수인 이혜천과 리키 바렛, 야수에서는 장타력 강화를 위해서 제이미 댄토나를 영입했고 또한 개막 직전에 도호쿠 라쿠텐 골든이글스로부터 이치바 야스히로를 미야데 류지와의 트레이드로 영입했다. 정규 시즌에서는 팀을 3년 만의 A클래스 진입에 성공했다.

#### 2010년
개막 초에는 기대 이상의 활약을 보였지만 4월 중순 이후가 되면서 급격하게 추락하는 등 연승조차 기록할 수 없게 되었다. 5월에 센트럴·퍼시픽 교류전이 시작되고 나서는 뚜렷한 활약을 보이지 않아 구단과의 향후 거취에 대한 논의하기도 했다. 6연패를 당한 5월 20일, 구단의 만류로 한 번은 연임을 결정했지만 그 후에도 2연패를 당했고 5월 23일에는 특별 조치로서 타격 어드바이저인 이세 다카오를 초빙했다. 5월 26일에는 일부 언론에서 ‘사임’이라는 내용의 보도가 흘러나오면서 본인은 일단 부인했지만 같은 날 도호쿠 라쿠텐 골든이글스전(메이지 진구 야구장)에서도 패하여 9연패를 당했다. 경기 종료 후 성적 부진에 대한 책임을 지고 감독직에서 물러나겠다는 의사를 밝힘에 따라 구단 측도 이를 받아들였다. 이 경기까지 13승 1무 32패를 기록하여 리그 최하위로 떨어졌고 특히 4월 24일 이후에는 2승 20패라는 최악의 성적을 남겼다. 후임에는 수석 코치인 오가와 준지가 시즌 종료까지 감독 대행을 맡게되었다.
감독직에서 물러난 이후 2011년에는 닛칸 스포츠의 평론가, TV 홋카이도에서 야구 해설위원을 맡았다.

### 요코하마 DeNA 총감독 시절
2011년 12월 5일, 요코하마 DeNA 베이스타스가 총감독이라는 직책을 신설함에 따라 초대 총감독으로 정식 부임했다. 또한 같은 날에 열린 취임 기자회견 자리에서 감독 취임을 요청하고 있었던 구도 기미야스의 취임 교섭을 중단했다는 사실을 발표했고 그 후 요미우리 시절의 후배이기도 한 나카하타 기요시(전 요미우리 내야수·타격 코치, 2004년 아테네 올림픽 일본 대표 타격 코치)가 감독 후보에 오르면서 다카다는 나카하타에게 감독을 맡아달라고 요청했다. 12월 9일에 나카하타가 요코하마 DeNA 초대 감독으로 부임했다.

## 상세 정보

### 출신 학교
- 나미쇼 고등학교
- 메이지 대학

### 선수 경력
- 요미우리 자이언츠(1968년 ~ 1980년)

### 지도자·기타 경력
- NHK 야구 해설위원(1981년 ~ 1984년, 1989년 ~ 1991년)
- 닛폰햄 파이터스 감독(1985년 ~ 1988년)
- 요미우리 자이언츠 1군 수석 코치(1992년)
- 니혼 TV 야구 해설위원(1993년 ~ 1995년)
- 요미우리 자이언츠 외야 수비 주루 코치, 2군 감독(1996년 ~ 2001년)
- RF라디오닛폰 야구 해설위원(2002년 ~ 2004년)
- 홋카이도 닛폰햄 파이터스 총감독(2005년 ~ 2007년)
- 도쿄 야쿠르트 스왈로스 감독(2008년 ~ 2010년 5월 26일)
- 닛칸 스포츠, TV 홋카이도 야구 해설위원(2011년)
- 요코하마 DeNA 베이스타스 총감독(2012년 ~ )

### 수상·타이틀 경력

#### 타이틀
- 도루왕 : 1회(1971년)

#### 수상
- 신인왕(1968년)
- 베스트 나인 : 4회(1969년 ~ 1972년)
- 다이아몬드 글러브상 : 6회(1972년 ~ 1977년)[4]
- 일본 시리즈 MVP : 1회(1968년)[5]
- 일본 시리즈 기능상 : 1회(1969년)
- 일본 시리즈 우수 선수상 : 1회(1973년)

### 개인 기록
- 올스타전 출장 : 8회(1968년 ~ 1973년, 1975년, 1976년)
- 1경기 6안타(1974년 5월 10일) ※센트럴 리그 타이 기록.
- 통산 1000경기 출장 : 1976년 4월 16일(185번째)

### 등번호
- 8(1968년 ~ 1980년)
- 80(1985년 ~ 1988년)
- 72(1992년)
- 78(1996년 ~ 2001년)
- 88(2008년 ~ 2010년)

### 연도별 타격 성적
| 연 도      | 소 속      | 경 기 | 타 석 | 타 수 | 득 점 | 안 타 | 2 루 타 | 3 루 타 | 홈 런 | 루 타 | 타 점 | 도 루 | 도 루 자 | 희 생 번 | 희 생 플 | 볼 넷 | 고 4 | 사 구 | 삼 진 | 병 살 타 | 타 율 | 출 루 율 | 장 타 율 | O P S |
| ---------- | ---------- | ----- | ----- | ----- | ----- | ----- | ------- | ------- | ----- | ----- | ----- | ----- | -------- | -------- | -------- | ----- | ---- | ----- | ----- | -------- | ----- | -------- | -------- | ----- |
| 1968년     | 요미우리   | 120   | 404   | 346   | 75    | 104   | 19      | 9       | 9     | 168   | 30    | 23    | 7        | 10       | 1        | 35    | 0    | 12    | 60    | 1        | .301  | .383     | .486     | .869  |
| 1969년     | 요미우리   | 120   | 525   | 462   | 70    | 136   | 23      | 3       | 12    | 201   | 46    | 12    | 12       | 6        | 5        | 37    | 0    | 15    | 67    | 4        | .294  | .362     | .435     | .797  |
| 1970년     | 요미우리   | 130   | 569   | 519   | 85    | 136   | 24      | 0       | 10    | 190   | 26    | 24    | 5        | 2        | 1        | 41    | 1    | 6     | 45    | 3        | .262  | .323     | .366     | .689  |
| 1971년     | 요미우리   | 127   | 535   | 477   | 74    | 129   | 26      | 2       | 11    | 192   | 51    | 38    | 8        | 14       | 3        | 33    | 1    | 8     | 42    | 5        | .270  | .326     | .403     | .729  |
| 1972년     | 요미우리   | 128   | 557   | 488   | 84    | 137   | 19      | 3       | 19    | 219   | 62    | 19    | 10       | 8        | 2        | 52    | 1    | 7     | 34    | 10       | .281  | .357     | .449     | .806  |
| 1973년     | 요미우리   | 121   | 428   | 375   | 67    | 94    | 18      | 1       | 14    | 156   | 42    | 18    | 1        | 14       | 5        | 30    | 0    | 4     | 34    | 6        | .251  | .309     | .416     | .725  |
| 1974년     | 요미우리   | 121   | 374   | 333   | 53    | 84    | 10      | 2       | 12    | 134   | 30    | 9     | 9        | 2        | 2        | 31    | 0    | 6     | 33    | 4        | .252  | .325     | .402     | .728  |
| 1975년     | 요미우리   | 123   | 386   | 332   | 49    | 78    | 16      | 3       | 6     | 118   | 31    | 9     | 3        | 8        | 3        | 36    | 0    | 7     | 41    | 6        | .235  | .320     | .355     | .676  |
| 1976년     | 요미우리   | 118   | 492   | 430   | 84    | 131   | 22      | 3       | 13    | 198   | 58    | 17    | 2        | 25       | 3        | 28    | 1    | 6     | 24    | 7        | .305  | .353     | .460     | .814  |
| 1977년     | 요미우리   | 127   | 554   | 473   | 81    | 140   | 22      | 2       | 17    | 217   | 65    | 11    | 6        | 32       | 6        | 40    | 1    | 3     | 42    | 6        | .296  | .351     | .459     | .809  |
| 1978년     | 요미우리   | 100   | 411   | 349   | 48    | 97    | 15      | 2       | 5     | 131   | 31    | 11    | 3        | 17       | 4        | 38    | 1    | 3     | 25    | 4        | .278  | .350     | .375     | .726  |
| 1979년     | 요미우리   | 96    | 355   | 316   | 48    | 87    | 10      | 2       | 8     | 125   | 21    | 6     | 3        | 12       | 1        | 23    | 0    | 3     | 33    | 5        | .275  | .329     | .396     | .725  |
| 1980년     | 요미우리   | 81    | 209   | 164   | 20    | 31    | 5       | 0       | 3     | 45    | 6     | 3     | 2        | 22       | 2        | 17    | 0    | 4     | 14    | 6        | .189  | .278     | .274     | .552  |
| 통산: 13년 | 통산: 13년 | 1512  | 5799  | 5064  | 838   | 1384  | 229     | 32      | 139   | 2094  | 499   | 200   | 71       | 172      | 38       | 441   | 6    | 84    | 494   | 67       | .273  | .339     | .414     | .753  |

- 굵은 글씨는 시즌 최고 성적.

### 감독으로서의 팀 성적
| 연도      | 소속      | 순위      | 경기 | 승리 | 패전 | 무승부 | 승률 | 승차                       | 팀 홈런                    | 팀 타율                    | 팀 평균자책점              | 연령                       |
| --------- | --------- | --------- | ---- | ---- | ---- | ------ | ---- | -------------------------- | -------------------------- | -------------------------- | -------------------------- | -------------------------- |
| 1985년    | 닛폰햄    | 5위       | 130  | 53   | 65   | 12     | .449 | 23.0                       | 169                        | .265                       | 4.36                       | 40세                       |
| 1986년    | 닛폰햄    | 5위       | 130  | 57   | 65   | 8      | .467 | 13.5                       | 151                        | .262                       | 4.10                       | 41세                       |
| 1987년    | 닛폰햄    | 3위       | 130  | 63   | 60   | 7      | .512 | 11.5                       | 128                        | .259                       | 3.96                       | 42세                       |
| 1988년    | 닛폰햄    | 3위       | 130  | 62   | 65   | 3      | .488 | 12.5                       | 101                        | .245                       | 3.12                       | 43세                       |
| 2008년    | 야쿠르트  | 5위       | 144  | 66   | 74   | 4      | .471 | 17.5                       | 83                         | .266                       | 3.75                       | 63세                       |
| 2009년    | 야쿠르트  | 3위       | 144  | 71   | 72   | 1      | .497 | 22.0                       | 116                        | .259                       | 3.97                       | 64세                       |
| 2010년    | 야쿠르트  | --        | 46   | 13   | 32   | 1      | .289 | ---                        | ---                        | ---                        | ---                        | 65세                       |
| 통산: 7년 | 통산: 7년 | 통산: 7년 | 854  | 385  | 433  | 36     | .471 | A클래스: 3회, B클래스: 3회 | A클래스: 3회, B클래스: 3회 | A클래스: 3회, B클래스: 3회 | A클래스: 3회, B클래스: 3회 | A클래스: 3회, B클래스: 3회 |

- 1985년부터 1996년까지는 130경기제.
- 2010년은 개막 이후부터 5월 26일까지.